# Гузь, Владимир Дмитриевич
Владимир Дмитриевич Гузь (1873 — после 1912) — крестьянин, член III Государственной думы от Черниговской губернии.

## Биография
Православный, крестьянин местечка Монастырище Монастырищенской волости Нежинского уезда.
Образование получил в сельской одноклассной школе. Занимался земледелием (30 десятин собственной земли). В 1903—1907 годах был волостным старшиной, также состоял участковым попечителем о народной трезвости. Избирался гласным Нежинского уездного земского собрания и членом уездной земской управы.
В 1907 году был избран членом III Государственной думы от Черниговской губернии. Входил во фракцию октябристов. Состоял членом земельной и продовольственной комиссий.
Судьба после 1912 года неизвестна. Был женат.